# Tarache expolita
Tarache expolita is een vlinder uit de familie van de uilen (Noctuidae). De wetenschappelijke naam van deze soort is voor het eerst voorgesteld door Augustus Radcliffe Grote in een publicatie uit 1882.
De soort komt voor in het zuidwesten van de Verenigde Staten.